# دیتالاجیک
دیتالاجیک (انگلیسی: Datalogic)کمپانی دیتالاجیک (Datalogic S.p.A.) یک شرکت ایتالیایی است که در زمینه تولید تجهیزات اسکنر بارکد و دستگاه‌های خواندن بارکد فعالیت می‌کند. این شرکت در سال ۱۹۷۲ تاسیس شده است و محصولات آن شامل خواننده‌های بارکد قابل حمل و ثابت، دستگاه‌های پردازش اطلاعات، تجهیزات RFID، لیزرهای صنعتی، دستگاه‌های تصویربرداری و دستگاه‌های خواندن‌کننده تصویری می‌شود.
شرکت دیتالاجیک با دفتر مرکزی در بولونیا، ایتالیا، مستقر شده است و بیش از ۴٬۵۰۰ نفر از کارکنان دارد. این شرکت در بیش از ۱۰۰ کشور جهان فعالیت دارد و بیش از ۱۵۰۰ نمایندگی توزیع دارد. دیتالاجیک در بیش از ۴۰ سال فعالیت خود، توانسته‌است در زمینه تکنولوژی اسکنر بارکد و محصولات مرتبط با آن، جایگاهی ارزشمند را کسب کند و به یکی از برندهای معروف وابسته به تکنولوژی بارکد شناخته شود.